# Xylobosca canina
Xylobosca canina is een keversoort uit de familie boorkevers (Bostrichidae). De wetenschappelijke naam van de soort is voor het eerst geldig gepubliceerd in 1893 door Blackburn.